# Cristina Cifuentes Cuencas

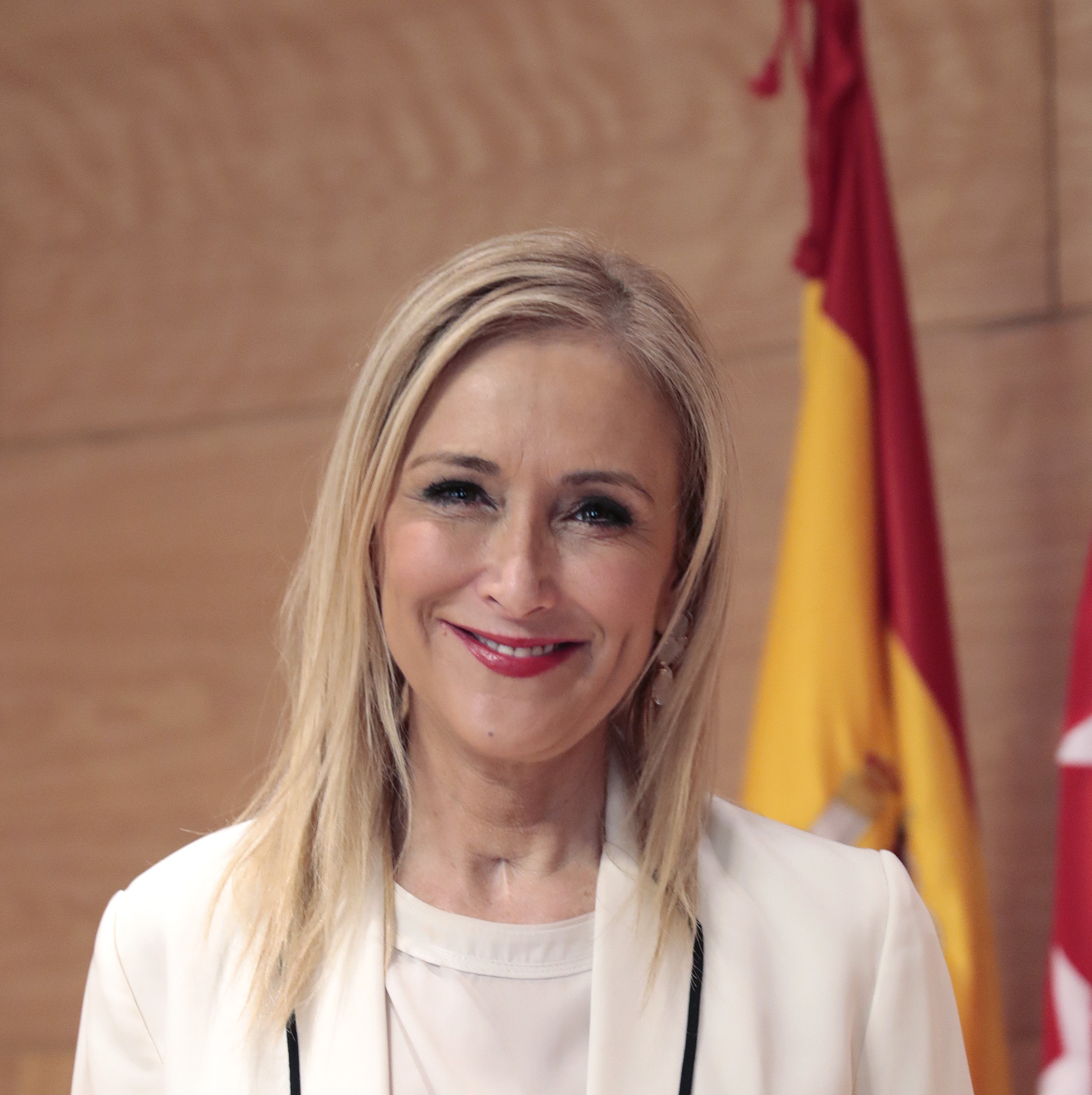
Cifuentes in 2017

Cristina Cifuentes Cuencas (Madrid, 1 juli 1964) is een Spaans politica van de conservatieve partij Partido Popular (PP).
Van 25 juni 2015 tot 25 april 2018 was zij presidente van de autonome gemeenschap (de regio) Madrid.
Zij kwam onder druk te staan toen aan het licht kwam dat zij was afgestudeerd zonder een goedgekeurde scriptie, waarna de universiteit een aantal mensen, onder zware druk van hun superieuren, liet verkaren zitting te hebben gehad in de examencommissie en dat de scriptie was goedgekeurd. Een deel van deze personen had haar echter nooit meegemaakt en de scriptie zou bovendien zijn verdedigd op een dag dat zij niet in de stad was. Drie medewerkers van de universiteit zijn hierna ontslagen. Ook toen wilde Cifuentes nog niet aftreden als president van de regio Madrid, tot er uiteindelijk ook nog een filmpje van een beveiligingscamera opdook waaruit bleek dat zij 9 jaar eerder voor 40 euro twee potjes gelaatscrème had gestolen in een winkel. Hoewel zij toen aan vervolging was ontkomen door de potjes alsnog te betalen, was dit te veel schade voor haar image en trad zij op 25 april 2018 af.
Op 2 september 2019 is ze evenwel in staat van beschuldiging gesteld in een van de deeldossiers van de Zaak-Púnica, een omvangrijk corruptieschandaal in de regio Madrid. In deze zaak is anno juni 2020 nog geen uitspraak gedaan.
- Gemeinsame Normdatei: 115671933X
- Library of Congress Control Number: no2016092547
- Virtual International Authority File: 245147118151226340670
- WorldCat: E39PBJdcDTJPkBhJtXB8wVgHYP